# Ciliophorella insignis
Ciliophorella insignis är en svampart som beskrevs av Petr. 1940. Ciliophorella insignis ingår i släktet Ciliophorella, divisionen sporsäcksvampar och riket svampar.   Inga underarter finns listade i Catalogue of Life.